# Quaderni in ottavo
I Quaderni in ottavo (titolo orig. tedesco Die Acht Oktavhefte) sono una serie di otto quaderni di appunti di Franz Kafka, scritti tra il 1917 e fino al giugno 1919. Il nome fu dato loro da Max Brod, l'esecutore letterario di Kafka, per differenziarli dai quaderni in quarto dell'autore usati come diari. 

## Genesi editoriale
Da Heft A a Heft H, essi vengono descritti da Brod come azzurri, "di quelli che in ginnasio chiamavamo quadernetti dei vocaboli". In realtà l'ed. critica, rispetto a quella di Brod, ne risistemerà l'ordine e la numerazione. Oggi in tedesco sono pubblicati anche in edizione con CD-ROM riproducente fotograficamente i manoscritti. Assieme ai quaderni, Brod trovò anche una serie di aforismi copiati e numerati da Kafka, e nominò questa breve selezione Riflessioni sul peccato, la sofferenza, la speranza e la vera via, accludendola al libro Durante la costruzione della muraglia cinese.
Quando Brod pubblicò i diari di Kafka nel 1948, decise di omettere i Quaderni in ottavo, che egli considerava per i temi contenuti più filosofici e morali rispetto ai diari scritti dall'amico. Pertanto, i Quaderni furono pubblicati più tardi da Brod con le sue note di curatore, in un volume di frammenti e scritti non raccolti, nel 1953, assieme agli estratti numerati. 

## Temi
Essi ospitano frammenti di racconti ma, similmente ad altri scritti dell'autore praghese, essi alludono ad importanti temi della condizione umana, oltre a riflessioni religiose sulla fede, la Bibbia, l'ebraismo e il cristianesimo. Sebbene i Quaderni mostrino l'interesse di Kafka per gli studi giudaici, egli continuò a vivere una vita secolarizzata. Altresì trasparente risulta l'influenza del filosofo danese Søren Kierkegaard, del quale Kafka stava leggendo Timore e tremore al tempo in cui vergava i fogli di questi quaderni.

## Edizioni italiane
- Gli otto quaderni in ottavo con Considerazioni sul peccato, il dolore, la speranza e la vera via, in Confessioni e Diari, Introduzione di Roberto Fertonani, traduzioni di Anita Rho e Italo Alighiero Chiusano [dei quaderni], Collana I Meridiani, Milano, Mondadori, gennaio 1972.
- Lettera al padre. Gli otto quaderni in ottavo, trad. di I.A. Chiusano, Introd. di R. Fertonani, Collana Oscar Saggi n.125, Milano, Mondadori, aprile 1988, ISBN 88-04-38790-4; Collana Oscar Scrittori del Novecento n.1378, Mondadori, 1998.
- Quaderni in ottavo, a cura di I.A. Chiusano, Milano, SE, 1991, ISBN 88-7710-226-8; Collana UEF. I Classici, Milano, Feltrinelli, 2018, ISBN 978-88-079-0307-6.
- Quaderni in ottavo. Alla ricerca del senso e di sé, traduzione di Angelo Clemente, Roma, Il Pellegrino, 2024, ISBN 979-12-816-2007-0.